# Joseph-Floribert Cornelis
Joseph-Floribert Cornelis (en portugais José Floriberto Cornelis), né le 6 octobre 1910 à Gand (Belgique) et mort le 20 décembre 2001 à Bruges (Belgique), était un moine bénédictin belge de l’abbaye Saint-André. Missionnaire au Katanga (Congo) il est nommé archevêque de Lubumbashi en 1958 et premier archevêque-évêque de Alagoinhas, au Brésil, de 1974 à 1986.

## Éléments de biographie
A l’âge de 20 ans Cornelis entre chez les moines bénédictins de l’abbaye de Saint-André, à Zevenkerken, près de Bruges. Il y est ordonné prêtre le 28 juillet 1935. 
En octobre 1936 Cornelis part comme moine-missionnaire au Katanga, dans la partie orientale du Congo belge, une région dont l’évangélisation est confiée aux moines bénédictins de son abbaye. Le 27 décembre 1958 il est consacré évêque par le pape Jean XXIII lui-même, à Rome, pour succéder à Jean-Félix de Hemptinne comme vicaire apostolique du Katanga. Il en est le premier archevêque lorsque, en 1959, les structures ecclésiastiques sont établies au Congo (peu avant l’indépendance du pays) et le vicariat apostolique du Katanga devient archidiocèse d’Élisabethville (plus tard Lubumbashi).
Le jeune évêque participe aux quatre sessions du concile œcuménique Vatican II (1962-1965). En 1967, il donne sa démission pour laisser la place à un évêque africain et part au Brésil - à nouveau comme simple missionnaire - où il offre ses services à l’archidiocèse de São Salvador da Bahia. Lorsque ce dernier est démembré pour créer le diocèse d'Alagoinhas (pt) (13 novembre 1974), Cornelis est choisi pour en devenir le premier pasteur, comme archevêque-évêque. 
Ayant atteint l’âge canonique de 75 ans il donne sa démission en 1986 et se retire à l’abbaye Saint-André de Bruges. Il y meurt le 20 décembre 2001, après une longue et pénible maladie. Il avait 91 ans.